# إميليو إتشيفاريا
إميليو إتشيفاريا (بالإسبانية: Emilio Echevarría)‏ (3 يوليو 1944 – 4 يناير 2025) هو ممثل مكسيكي، ولد في 1944 بمدينة مكسيكو في المكسيك.

## الأعمال

### أفلام
| السنة | العنوان       | الدور                      |
| ----- | ------------- | -------------------------- |
| 2001  | وأمك أيضا     | ميغيل إيتوربيدي            |
| 2002  | مت في يوم آخر | راؤول                      |
| 2004  | معركة ألامو   | أنطونيو لوبيز دي سانتا آنا |
| 2006  | بابل          | إميليو                     |

## الترشيحات
| السنة | الجائزة                     | الفئة           | العمل        | النتيجة | م.    |
| ----- | --------------------------- | --------------- | ------------ | ------- | ----- |
| 2016  | جوائز أرييل الثامن والخمسون | أفضل ممثل مساعد | وحش بألف رأس | رُشِّح     | [ 2 ] |
| 2018  | جوائز أرييل الستين          | أفضل ممثل مساعد | المختار      | رُشِّح     | [ 3 ] |

## روابط خارجية
- إميليو إتشيفاريا على موقع IMDb (الإنجليزية)
- إميليو إتشيفاريا على موقع قاعدة بيانات الأفلام العربية
- إميليو إتشيفاريا على موقع ألو سيني (الفرنسية)
- إميليو إتشيفاريا على موقع أول موفي (الإنجليزية)
- إميليو إتشيفاريا على موقع أول موفي (الإنجليزية)
- إميليو إتشيفاريا على موقع قاعدة بيانات الأفلام السويدية (السويدية)
- إميليو إتشيفاريا على موقع قاعدة بيانات الفيلم (الإنجليزية)
- إميليو إتشيفاريا على موقع كينوبويسك (الروسية)